# Пантелеимоновский монастырь (Одесса)
Одесский во имя вмч. Пантелеимона мужской монастырь (укр. Свято-Пантелеймонівський одеський чоловічий монастир) — православный мужской монастырь в честь вмч. Пантелеимона в городе Одесса Одесской епархии.

## История

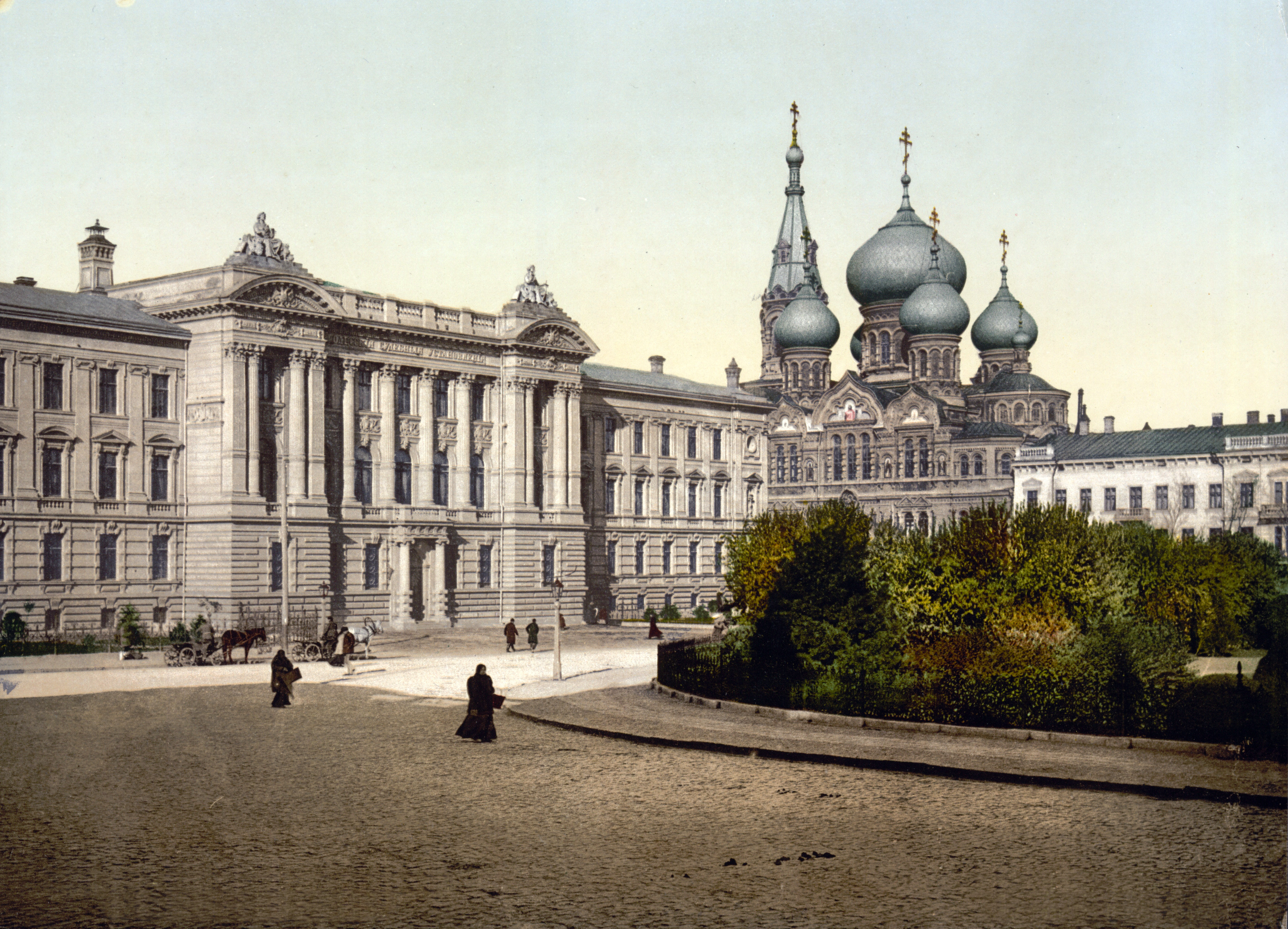
Собор Пантелеймона Целителя в 1896 году. Фотохром Петра Павлова

Ранее на месте монастыря располагалось Афонское подворье, основанное в Одессе в 1876 году, о чём свидетельствуют многочисленные издания, в частности, путеводитель Е. Фесенко 1883 года. Торжественное освящение храма Пантелеимона Целителя епископом Елисаветградским Тихоном в сослужении с настоятелем подворья иеромонахом Пиором, а также епархиальным духовенством, состоялось 28 декабря 1895 года.
В 1923 году храм был закрыт советской властью. Он вновь открылся во время Великой Отечественной войны 15 июня 1943, по благословению Патриарха Московского и всея Руси Алексия I. При храме были также открыты богословско-пастырские курсы, преобразованные вскоре в Одесскую Духовную семинарию. В 1946—1947 годах там преподавал игумен Пимен (Извеков), ставший впоследствии Святейшим Патриархом Московским и всея Руси. На преподавательских должностях также работали будущие митрополиты Сергей (Петров), Леонтий (Гудимов) и другие.
В 1961 году, во время хрущёвской оттепели храм был снова закрыт, а Духовная семинария и братия — переведены в монастырь Успения Пресвятой Богородицы.
Ныне существующий Одесский Свято-Пантелеймоновский мужской монастырь был создан по благословению Агафангела, митрополита Одесского и Измаильского, на месте бывшего подворья в 1995 году.
В 2012 году во время реконструкции куполов, по строительным лесам, на вершину главного купола взобрались одесские руферы.
В 2019 году, после создания Православной церкви Украины, начался сбор подписей прихожан Одесской епархии с требованием не передавать Свято-Пантелеимоновский монастырь Вселенскому патриархату. Ситуация ухудшается тем, что полный список храмов и подворий, которые должны быть переданы Константинополю, неизвестен.

## Архитектура
Храм был воздвигнут из камня, добытого на Святом Афоне и привезенного в Одессу.
В последние годы существенно обновился внешний и внутренний вид монастыря. Фасадную часть храма украсили восемь мозаичных окон и название храма, выполненные из мозаики. Также была отреставрирована колокольня и установлены новые колокола, произведена роспись храма Державной иконы Божией Матери. В главном храме установлен новый иконостас с иконами в византийском стиле.

## Святыни
8 декабря 1996 митрополит Агафангел освятил главный престол монастыря в честь Святого Пантелеймона и передал обители часть святых мощей небесного покровителя, привезенный им ранее с Афона. Среди многих святынь обители особо почитается образ Пресвятой Богородицы «Достойно есть».